# LaTeX Project Public License
La LaTeX Project Public License (LPPL) est une licence logicielle initialement rédigée pour LaTeX. Les logiciels distribués sous cette licence peuvent être vus comme libres, et sont par ailleurs approuvés par l'OSI.
En plus des logiciels de base de LaTeX, la LPPL est aussi utilisée pour la plupart des packages tiers. En dehors de l'« univers » LaTeX, cette licence est rarement utilisée.

## Aspects uniques
La LPPL est dérivée de la licence originale de TeX rédigée par Donald Knuth, laquelle affirme que le code source de TeX peut être utilisé n'importe où, mais un système (logiciel) construit à partir de TeX peut seulement être dit « TeX » s'il est conforme au TeX original. Cette disposition permet d'assurer la pérennité des documents rédigés en TeX, c'est-à-dire qu'ils seront encore lisibles dans le futur : TeX et ses extensions sont capables en 2025 de compiler des documents rédigés au début des années 1980 et de produire les extrants tels qu'ils étaient attendus à cette époque. Selon Frank Mittelbach, l'auteur principal de cette licence : 
« La LPPL tente de conserver le fait que quelque chose comme LaTeX est un langage de communication, c'est-à-dire que si vous écrivez un document en LaTeX et que vous me l'envoyez, vous vous attendez que je puisse le comprendre de la même façon que vous. »
La partie la plus inusuelle, et controversée, de la LPPL était la clause sur le nom des fichiers (filename clause) : « Vous ne devez pas distribuer le fichier modifié sous le même nom de fichier ». Cette clause incite plusieurs personnes à refuser de voir la LPPL comme une licence libre. En particulier, la communauté Debian a envisagé d'exclure LaTeX de sa distribution de base.
La version 1.3 de la LPPL a affaibli cette restriction. Les parties modifiées doivent être clairement identifiées comme modifiées, tant dans le code source que lorsqu'elle interagit avec les utilisateurs. Un changement de nom est toujours recommandé. Cette nouvelle version a satisfait la communauté Debian.
Dans le but de permettre à un projet d'évoluer si le détenteur des droits d'auteur ne veut plus maintenir le projet, sa maintenance peut être remise à une autre personne. Cela peut être déclaré par le détenteur des droits d'auteur ou, dans le cas où le détenteur ne peut plus être contacté, par la personne qui a pris la charge de la maintenance, mais seulement après un délai de trois mois après avoir exprimé publiquement son intention de prendre la charge de la maintenance. Cette clause ne s'applique pas à la personne présentement chargée de la maintenance.

## Détenteur du droit d'auteur
Le LaTeX project détient les droits d'auteur sur le texte de la LPPL, mais ne détient pas nécessairement les droits d'auteur sur un travail publié sous LPPL. L'auteur du travail détient les droits et est responsable de son application.
Au contraire des ouvrages publiés sous LPPL, la LPPL n'est pas modifiable. Bien que la copie et la distribution soient permises, modifier son contenu est interdit. Cependant, elle peut être utilisée comme modèle pour d'autres licences, mais elles ne peuvent s'appuyer sur la LPPL.

### Traductions de
1. ↑  (en) « LPPL attempts to preserve the fact that something like LaTeX is a language which is used for communication, that is if you write a LaTeX document you expect to be able to send it to me and to work at my end like it does at yours. »
2. ↑  (en) « You must not distribute the modified file with the filename of the original file. »